# Ce soir avec Arthur
Ce soir avec Arthur était une émission de divertissement hebdomadaire française animée par Arthur, diffusée du 8 novembre 2010 à juillet 2012 sur Comédie+ puis sur TF1 du 24 mai 2013,, jusqu'en octobre de la même année.
Initialement programmée en première partie de soirée lors de la première saison sur Comédie+, elle fut déplacée en seconde partie de soirée lors de la deuxième saison, dans une version rallongée et disposant d'une coupure publicitaire qui n'était pas présente lors de la première saison. L'émission se déroulait alors épisodiquement en direct. L'émission s'arrête en juillet 2012 sur Comédie+. Depuis le 24 mai 2013, l'émission prend place le vendredi en seconde partie de soirée sur TF1, en alternance avec Vendredi, tout est permis avec Arthur,. La dernière émission est diffusée en octobre 2013 à la suite de l'annonce de TF1 d'arrêter la diffusion de ce programme.

## Concept

### Principe de l'émission
Sur le principe des late-night shows américains, Arthur invite une ou deux personnalités du spectacle, acteurs, chanteurs, humoristes… généralement pour la promotion de leur actualité, et évoque avec ses invités leur carrière et leurs anecdotes. L'émission est émaillée d'autres rubriques, dont un stand-up de sa composition, le (vrai ou faux) courrier des téléspectateurs, les rubriques des intervenants habituels de l'émission, la promotion de jeunes artistes de l'humour, et se termine généralement par le passage d'un artiste musical venant interpréter l'un de ses titres.
L'émission est basée sur Late Late Show de l'animateur Craig Ferguson, ce dernier accusant initialement Arthur de plagiat, avant de se réconcilier et d'être lui-même invité de l'émission.

### Intervenants habituels
Arthur s'entoure d'une équipe de chroniqueurs-humoristes ayant leur rubrique, ou intervenant au milieu des interviews des invités, avec des personnages récurrents. Parmi eux :
- Amelle Chahbi avec ses personnages de Julien (jeune de cité de Massy-Palaiseau), Kalthoum Zouzou (tante d'Arthur qui l'aurait élevé dans son enfance), Khadija (acolyte et épouse de Ali Ben Hata le chanteur du blind-test), Déborah Chalala (jeune femme siliconée en quête de célébrité), ou encore une attachée de presse hystérique.
- Ary Abittan avec ses personnages du présentateur de journal télévisé Benoît Delamarre, Jean-Pierre sorti de cure de désintoxication, Michel Varuk (comédien issu de l'école classique, et dramaturge) ou encore Ali Ben Hata et son blind-test vivant.
- Claudia Tagbo
- Rachid Badouri (à partir de la saison 2)
- Baptiste Lecaplain qui décrypte l'actualité du moment souvent en joignant des musiques à son stand-up.
- L'humoriste belge Walter qui remanie à sa façon la biographie de l'invité présent.
- Arnaud Ducret (depuis la fin de la saison 2)
- Florent Peyre (depuis que l'émission est passée sur TF1)

La « mascotte » de l'émission est un personnage muet revêtant un costume de panda dont le job est, entre autres, de danser au déclenchement d'une musique mexicaine, de jouer au piano ou encore d'apporter à Arthur le courrier des téléspectateurs.
On peut noter également à partir de la saison 2 la présence régulière de Sidonie, alias Sidonie (ou Sidoni) Biemont, petite amie du footballeur Adil Rami, jolie bimbo présentée, lors de sa première apparition, dans l'émission du 17 janvier 2011 et qui était alors accompagnée par Caroline Boutier (candidate de Dilemme sur W9).

### Invités
En deux saisons, de nombreuses célébrités sont venus dans l'émission : Craig Ferguson, Karin Viard, Omar Sy, Isabelle Nanty, Jamel Debbouze, Élie Semoun, Michèle Laroque, Stéphane Guillon, Adriana Karembeu, Alain Delon, Tomer Sisley, Jean-Paul Rouve, Thomas Ngijol, Fabrice Éboué, Anthony Kavanagh, Éric Judor, Ramzy Bedia, Leïla Bekhti, Mélanie Laurent, Michel Boujenah, Anne Roumanoff, Matt Pokora, Dominique Besnehard, Nikos Aliagas, Jenifer, Franck Dubosc, Elsa Zylberstein, Laury Thilleman, Éric Naulleau, Kad Mérad, JoeyStarr, Laurent Lafitte, Claire Keim, Dany Boon, Florence Foresti, MC Solaar, Carole Bouquet, Michaël Youn, Delphine Wespiser, Pascal Obispo, Laurent Baffie, Carole Bouquet, Gilles Lellouche, Vincent Perez, Adriana Karembeu, Eddie Izzard…

## Critiques
Libération critique fortement l'émission, y trouvant une copie du Late Late Show sans humour et sans impertinence, notamment du fait des génériques quasiment identiques. De ce fait le présentateur américain[Qui ?] fit écho de cette ressemblance en disant « Vous allez rencontrer de très bons avocats américains, les mecs ! ».

## Audiences

### Sur TF1
| Date de diffusion (horaire) | Audience (en téléspectateurs) | Audience (en part de marché) | Référence |
| --------------------------- | ----------------------------- | ---------------------------- | --------- |
| 24 mai 2013 23:30-01:30     | 1 400 000                     | 21,5 %                       | [ 13 ]    |
| 18 octobre 2013 23:20-01:20 | 1 180 000                     | 18,9 %                       | [ 14 ]    |
| 25 octobre 2013 23:20-01:20 | 1 240 000                     | 17,6 %                       | [ 15 ]    |

Légende :
En fond vert = Les plus hauts chiffres d'audiences
En fond rouge = Les plus bas chiffres d'audiences